# Селви, Уорик
Уорик Перринс Селви (англ. Warwick Perrins Selvey) — австралийский легкоатлет, выступавший в метании диска и толкании ядра. Участник летних Олимпийских игр 1960 и 1964 годов.

## Биография
Уорик Селви родился 3 декабря 1939 года в австралийском городе Бикрофт (сейчас пригород Сиднея).
Выступал в легкоатлетических соревнованиях за «Рэндвик Ботани Харриерз» из Сиднея. 18 раз становился чемпионом Австралии: 11 раз в метании диска (1960, 1962—1967, 1970—1973), 7 раз в толкании ядра (1960—1964, 1966—1967). Это рекордное достижение для австралийской лёгкой атлетики.
В 1960—1967 годах 11 раз устанавливал рекорд Австралии в метании диска.
В 1960 году вошёл в состав сборной Австралии на летних Олимпийских играх в Риме. В толкании ядра занял 15-е место, показав результат 16,18 метра и уступив 3,50 метра завоевавшему золото Биллу Нидеру из США. В метании диска занял 21-е место с результатом 49,34 метра, уступив 9,84 метра победителю Элу Ортеру из США.
В 1962 году завоевал золотую медаль Игр Британской империи и Содружества наций в Перте в толкании ядра и занял 4-е место в метании диска.
В 1964 году вошёл в состав сборной Австралии на летних Олимпийских играх в Токио. В метании диска занял в квалификации 19-е место с результатом 51,96 — на 3,04 метра меньше норматива, дававшего право выступить в финале.
Работал в Голд-Косте остеопатом, мануальным терапевтом, терапевтом по иглоукалыванию.
Впоследствии перебрался в Таиланд.
Умер 16 августа 2018 года в таиландском городе Саконнакхон в результате остановки сердца после операции по замене тазобедренного сустава.

## Личные рекорды
- Метание диска — 58,90 (26 февраля 1967, Аделаида)[2]
- Толкание ядра — 17,35 (22 апреля 1962, Мельбурн)[2]